# În împărăția leului de argint (film)
În împărăția leului de argint (titlul original: în germană Im Reich des silbernen Löwen) este un film de aventuri coproducție hispano–vest-germană, realizat în 1965 de regizorul Franz Josef Gottlieb, după romanul omonim al scriitorului Karl May, protagoniști fiind actorii Lex Barker, Marie Versini, Ralf Wolter și Sieghardt Rupp.

## Rezumat
Infamul Abu Seif plănuiește un atac asupra celor mai vechi comori creștine din lume, depozitate în camere din stâncă de pe Muntele Nedjir. Gardianul comorilor este bătrâna Marah Durimeh, bunica lui Ingdscha. Kara ben Nemsi, care a aflat despre planurile lui Abu Seif, pleacă împreună cu doi prieteni pentru a preveni atacul. Cu toate acestea, nu au idee că Ingdscha a fost deja răpită de Abu Seif. Micul grup traversează cu mare dificultate lacul sărat și apoi trebuie să se afirme împotriva puternicului Machrej, care este unul dintre adepții lui Abu Seif. Ei ies învingători din luptă și sunt în stare să o elibereze pe Ingdscha. Între timp, bătălia pentru Muntele Nedjir a izbucnit, dar Kara ben Nemsi și prietenii săi vin în sfârșit în ajutorul bătrânei Marah Durimeh. Atacul poate fi respins, dar Marah Durimeh plătește cu viața, la fel ca și Abu Seif și Machrej.

## Distribuție
- Lex Barker – Kara Ben Nemsi
- Marie Versini – Ingdscha
- Ralf Wolter – Hadschi Halef Omar
- Sieghardt Rupp – Abu Seif
- Đorđe Nenadović – Machredsch din Mossul (ca George Heston)
- Gustavo Rojo – Ahmed El Corda
- Anne-Marie Blanc – Marah Durimeh (ca Annemarie Blanc)
- Charles Fawcett – Scheich Kadir Bei
- Gloria Cámara – Benda (ca Gloria Camera)
- Fernando Sancho – Padischah
- Antonio Casas – Scheich Cedar
- Dieter Borsche – Lord David Lindsay
- Chris Howland – Butler Archie
- Antonio Iranzo – Durek(nemenționat)